# The Gateway (film, 2021)
Pour les articles homonymes, voir The Gateway et Gateway.
Pour plus de détails, voir Fiche technique et Distribution.
The Gateway est un film américain réalisé par Michele Civetta, sorti en 2021.

## Synopsis
Une assistante sociale troublée mais dévouée qui assiste une mère célibataire en difficulté et sa fille intervient lorsque le père revient de prison et entraîne sa famille dans son monde habituel de crime.

## Fiche technique
Sauf indication contraire ou complémentaire, les informations mentionnées dans cette section peuvent être confirmées par la base de données IMDb.
- Titre original : The Gateway
- Titre français : The Gateway
- Réalisation : Michele Civetta
- Scénario : Alex Felix Bendana, Michele Civetta et Andrew Levitas
- Musique : Alec Puro
- Photographie : Bryan Newman
- Montage : Suzy Elmiger et Trish Fuller
- Production : Stevie Curtis, W. Jeffery Frizzell, Stephen Israel et Andrew Levitas
- Société de production : Metalwork Pictures
- Sociétés de distribution : Grindstone Entertainment Group et Lionsgate (Etats-Unis)
- Pays de production :  États-Unis
- Genres : Thriller, drame
- Durée : 91 minutes
- Dates de sortie :
  - États-Unis : 3 septembre 2021

## Distribution
- Frank Grillo (VF : Emmanuel Karsen) : Duke
- Olivia Munn (VF : Sophie Planet) : Dahlia
- Keith David (VF : Antoine Tomé) : Terry
- Taryn Manning (VF : Claudine Grémy) : Corey
- Shea Whigham (VF : Gérard Rouzier) : Parker
- Bruce Dern (VF : Antoine Tomé) : Marcus
- Mark Boone Junior (VF : Christophe Seugnet) : Gary
- Taegen Burns (VF : Estelle Darazi) : Ashley
- Zach Avery (VF : Renaud Heine) : Mike
- Mike O'Connell (VF : Philippe Roullier) : Stu
- Michele Hicks (VF : Claudine Grémy) : Sharon

 Source et légende : version française (VF) sur RS Doublage et carton de doublage français.